# هورنبک
هورنبک (به آلمانی: Hornbek) یک شهر در آلمان است که در هرتسوگتوم لاونبورگ واقع شده‌است. هورنبک ۱۷۶ نفر جمعیت دارد.